# Tverska oblast
Tverska oblast (rus. Тверская область) je federalna oblast u Rusiji. Administrativni centar je grad Tver.